# زافیرلوکاست
زافیرلوکاست (به انگلیسی: Zafirlukast)
رده درمانی: بلوک کننده لکوترین‌ها.
اشکال دارویی: قرص

## موارد مصرف
پروفیلاکسی و درمان طولانی مدت آسم، جلوگیری از اسپاسم برونش ناشی از ورزش، تسکین علائم رینیت آلرژیک

## مکانیسم اثر
زافیرلوکاست با تمایل بالا و به طور انتخابی به گیرنده‌های LT۱ پیوند شده (بدون تاثیر روی گیرنده‌های مهم موجود در راههای هوایی شامل پروستانوئید و کولینرژیک و بتاآدرنرژیک) و اعمال فیزیولوژیک لکوترین D۴ و رسپتورهای CYSLT۱ را مهار می‌کند بدون اینکه اثر آگونیستی داشته باشند.